# Ainol
Shenzhen Ainol Electronics Co., Ltd. (tiếng Trung: 深圳艾诺电子有限公司) là công ty sản xuất và phân phối thiết bị điện tử tiêu dùng của Trung Quốc, có trụ sở đặt tại Thâm Quyến, Quảng Đông. Công ty chuyên sản xuất máy tính bảng và Phablet. Công ty thành lập năm 2004. Ngoài việc kinh doanh các sản phẩm dưới thương hiệu Ainol, công ty còn cung cấp các thiết bị gốc (OEM) dưới thương hiệu khác. Slogan là "Enjoy life. Enjoy ainol" (tạm dịch "Tận hưởng cuộc sống. Thưởng thức Ainol").